# Alexander Rauch
Alexander Rauch (* 13. Oktober 1943 in Bad Tölz) ist ein deutscher Kunsthistoriker.

## Leben
Nach Abschluss einer Handelsschule und Abitur am Musischen Pestalozzi-Gymnasium München studierte Rauch Philosophie, Soziologie und Kunstgeschichte an der Universität München u. a. bei Hans Sedlmayr, Wolfgang Braunfels, Norbert Lieb, Hermann Bauer und Friedrich Piel. Nach Studienaufenthalten in Italien, Frankreich und Israel erhielt er ein Forschungsstipendium der Fritz-Thyssen-Stiftung und wurde 1976 in München in den Fächern Kunstgeschichte bei Hermann Bauer, Klassische Archäologie bei Erwin Bielefeld und Ethnologie bei Laszlo Vajda zum Dr. phil. promoviert. Seine Dissertation Schloss Herrenchiemsee – Räume und Symbole hatte mehrere Publikationsaufträge zur Folge.
Ab 1976 war er Wissenschaftlicher Assistent bei Wolfgang Braunfels an der Universität München und ab 1977 am Bayerischen Landesamt für Denkmalpflege tätig. Ab 1980 Dozent für Kunstgeschichte an der Universität München. Zwischen 1990 und 1995 war Rauch als Leiter des Museums Villa Stuck München – zeitweise zusammen mit Hans Ottomeyer – bzw. am Münchner Stadtmuseum tätig.
Seit dem Eintritt in den Ruhestand arbeitet er als Autor, und zusammen mit seiner Ehefrau, der Kunsthistorikerin Channa-Christiane Rauch, als Kunstgutachter und Berater für Sammler, Museen, Kunsthandel und Auktionshäuser. Seit 2005 lin Leipzig. Die Söhne sind als Musiker tätig; Emanuel Rauch (Violine) in Köln, Philipp Rauch (Trompete) in Dresden.

## Wirken
Alexander Rauch war ab 1977 unter Generalkonservator Michael Petzet Mitbegründer der Schriftenreihe Denkmaltopographie Bundesrepublik Deutschland beteiligt und wirkte als Redakteur und Autor der ersten Bände Stadt Schwabach und Stadt Eichstätt. In der Folge im Bereich der Architektur und Bauforschung war er als Berater für das Landbauamt Eichstätt tätig. Hierbei wirkte er speziell für die denkmalpflegerische Wiederherstellung des Residenzplatzes, mit mehreren Veröffentlichungen.
Bis 1989 bearbeitete er als Autor für das Dehio-Handbuch der deutschen Kunstdenkmäler sieben Landkreise der Bände Ober- und Niederbayern. Im Bereich der Malerei verfasste er Beiträge zu Herders Grosses Kunstlexikon oder Bruckmanns Lexikon der Münchner Kunst. Münchner Maler im 19. und 20. Jahrhundert, Das Große Lexikon der Graphik (Westermann Verlag), aber auch Monographien zu Münchner Künstlern wie Franz von Stuck oder Joseph Wopfner.
Es entstanden Arbeiten zur Malerei der Italienischen Renaissance, der Europäischen Renaissance und zur Malerei des Klassizismus und der Romantik, sowie der Renaissance nördlich der Alpen. Er leitete das internationale Symposium Ein Jüdisches Museum für München. Es folgten Vorträge und Publikationen, wie Zeichensprache Jüdischer Architektur in München, 1995 die Ausstellung Mahnmale des Holocaust. Neben Fachpublikationen widmete er sich auch populärwissenschaftlichen Artikeln, etwa in der Kunstzeitschrift PAN (Burda-Verlag). Seine Forschungsergebnisse zum Thema Ludwig II. von Bayern hat Rauch in Monographien zu den Schlössern Neuschwanstein, Linderhof und Herrenchiemsee publiziert. 2010 hielt er einen Vortrag an der Akademie der Wissenschaften in München im Zusammenhang mit der Bayerischen Landesausstellung 2011: Götterdämmerung. König Ludwig II. und seine Zeit, veranstaltet vom Bayerischen Staatsministerium und dem Haus der Bayerischen Geschichte, veröffentlicht im Katalog.
Der Großteil seiner Forschungen entstand in der Folge von Aufträgen des Landesamtes für Denkmalpflege, der Dehio-Gesellschaft, von Museen oder Universitäts-Forschungsprogrammen. Dabei entstanden Monographien zu Stadtbaukunst, Künstlermonographien, überwiegend aus den Bereichen Denkmalpflege, Architektur und Malerei Süddeutschlands des 18. bis 20. Jahrhunderts, aber auch Forschungsergebnisse aus der Jüdischen Geschichte. Während seines Wirkens am Münchner Stadtmuseum sowie als Leiter des Museum Villa Stuck München erarbeitete er zahlreiche Ausstellungen, zumeist zur Moderne. Beim Fernsehsender SWR hat er in der Sendereihe Echt antik ?!  wie auch bei anderen Sendern als Kunstgutachter mitgewirkt.

## Schriften

### Monographien
- Schloss Herrenchiemsee, Entstehungsgeschichte und Wesensbestimmung seiner Architektur. Dissertation. 1976.
- Die großen Feste des Kirchenjahres nach Meisterwerken von Albrecht Dürer. IMM-Institut, München-Wien 1977.
- Stadt Schwabach. Reihe: Baudenkmäler in Bayern. Bayerisches Landesamt für Denkmalpflege, München 1978.
- Stadt Eichstätt. Reihe: Baudenkmäler in Bayern. Bayerisches Landesamt für Denkmalpflege, München 1989.
- Josef Wopfner 1843–1927. Monographie zum Werkverzeichnis von Irmgard Holz. Rosenheim, 1989.
- Schloss Neuschwanstein. Atlantis, Herrsching 1991.
- Symbolismus zwischen Paradies und Sünde – Franz von Stuck und seine Villa, Vereinsbank München 1992.
- Schloss Herrenchiemsee – Räume und Symbole. Köhler & Amelang, München, Berlin 1993.
- Münchens jüdische Denkmäler, Bayerisches Landesamt für Denkmalpflege, Nr. 35, München 1994.
- Die Kunst der italienischen Renaissance, Teil Malerei, Hrsg. Rolf Toman, Könemann Köln 1994.
- Schloss Herrenchiemsee. Große Bildband-Monographie. München, Berlin, 1995.
- Neuschwanstein. König Ludwig II. von Bayern und seine Schlösser. Reihe Gebaute Geschichte. Band I. Charivari, München 1996.
- Herrenchiemsee. König Ludwig II. von Bayern und seine Schlösser. Reihe Gebaute Geschichte. Band II. Charivari, München 1997.
- Linderhof. König Ludwig II. von Bayern und seine Schlösser. Reihe Gebaute Geschichte. Band III. Charivari, München 1997.
- Erich Heckel: Vom Weltkrieg verworfen?, In: Bruckmanns Pantheon, Jahrgang 56, 1998.
- Die Kunst Ludwigs II. – „Ein Ewig Räthsel…“?, in: Monumental, Festschrift für Michael Petzet, hrsg. S.Böning-Weis, K. Hemmeter, Y. Langenstein, Bayer. Landesamt f. Denkmalpflege, Band 100 1998.
- Europas Malerei zwischen zwei Revolutionen 1750–1848 in: Klassizismus und Romantik, Könemann Köln 2000.
- Renaissance, Kunst und Architektur des 15. und 16. Jahrhunderts in Europa. Mit Barbara Borngässer,  Uwe Geese: Parragon-Verlag 2011.
- Wissenschaft und Verantwortung –  Wissenschaft im Dritten Reich, in: Publikation zum Symposium Jüdische Mathematiker und Physiker an der Universität Leipzig, ASG e. V. Leipzig ISBN 978-3-86583-981-7.
- Mythos im Judentum. Reihe: Kleines Mythologisches Alphabet. Hrsg. Elmar Schenkel u. Stefanie Jung. Edition Hamouda,  231 Seiten. Leipzig 2021. ISBN 978-3-95817-053-7.
- Gestensprache in der Kunst – von der Antike zur Neuzeit. Digitalpublikation Uni Heidelberg. 2022.
- Mythos und Macht – Geschichte einer Beziehung. Edition Hamouda, 263 Seiten, Leipzig 2024. ISBN 978-3-95817-141-1.

### Ausstellungskataloge
- Franz von Stuck. Katalog zur Ausstellung Museum Moderner Kunst Ausstellungsstationen: Passau, Wien, München, Rosenheim, Aschaffenburg und Freiburg. Passau 1993.
- Exotik Erotik – Liebe, Angst und Erlösungssehnsucht in der modernen Kunst. Ausstellungskatalog der Ursula-Blickle-Stiftung. 1996.
- Mathias Waske – Visionen und Parodien. Katalog zur Ausstellung Mathias Waske – Mona Lisa bis Madonna, KunstHausWien. Hundertwasserhaus, Wien 2005.